# Jacob Engel
Jacob Engel (* 13. Januar 2001 in Bad Kreuznach) ist ein deutscher Fußballspieler.

## Karriere
Nach seinen Anfängen in der Jugend des TSV Schott Mainz und des 1. FSV Mainz 05 wechselte er im Sommer 2016 in die Jugendabteilung von Eintracht Frankfurt. Für seinen Verein bestritt er elf Spiele in der B-Junioren-Bundesliga und 30 Spiele in der A-Junioren-Bundesliga, bei denen ihm insgesamt vier Tore gelangen. Im Sommer 2020 erfolgte sein Wechsel zum SC Freiburg II in die Regionalliga Südwest. Am Ende der Saison 2020/21 feierte er mit seiner Mannschaft die Meisterschaft in der Regionalliga Südwest und stieg damit in die 3. Liga auf. Dort kam er auch zu seinem ersten Einsatz im Profibereich, als er am 13. August 2021, dem 3. Spieltag, bei der 2:5-Heimniederlagen gegen Borussia Dortmund II in der 59. Spielminute für Kimberly Ezekwem eingewechselt wurde.
Im Sommer 2022 wechselte er in die Regionalliga Bayern zum 1. FC Schweinfurt 05, wo er 36 Ligaspiele bestritt und sich anschließend für die Saison 2023/24 der VSG Altglienicke in der Regionalliga Nordost anschloss. Zur Spielzeit 2024/25 ging er liga-intern zum Greifswalder FC in Mecklenburg-Vorpommern, für den er 28 Ligaspiele bestritt.

## Erfolge
- Aufstieg in die 3. Liga: 2021
- Meister der Regionalliga Südwest: 2021